# The Very Best of Nina Simone
The Very Best of Nina Simone is een verzamelalbum met liedjes van Nina Simone, uitgebracht in 2006.

## Track listing
1. "Ain't Got No - I Got Life" – 2:17
2. "My Baby Just Cares for Me" – 3:37
3. "Feeling Good" – 2:52
4. "I Put a Spell on You" – 2:34
5. "I Loves You Porgy" – 4:10
6. "Don't Let Me Be Misunderstood" – 2:42
7. "The Look of Love" – 2:22
8. "I Wish I Knew How It Would Feel To Be Free" – 3:08
9. "I Want a Little Sugar in My Bowl" – 2:32
10. "Do I Move You" – 2:45
11. "Do What You Gotta Do" – 3:35
12. "To Be Young, Gifted and Black" – 2:48
13. "Since I Fell for You" – 2:49
14. "Nobody's Fault But Mine" – 2:58
15. "I Think It's Going to Rain Today" – 3:20
16. "Sinnerman" – 10:21
17. "The Times They Are a-Changin'" – 5:59
18. "Mr. Bojangles" – 4:59
19. "Here Comes the Sun" – 3:33
20. "To Love Somebody" – 2:39
21. "Ain't Got No, I Got Life" (Nina Simone V Groovefinder remix) – 3:22